# ماركو كابيتيلو
ماركو كابيتيلو (بالإسبانية: Marco Capetillo) هو لاعب كرة قدم مكسيكي في مركز الهجوم، ولد في 17 فبراير 1976 في مدينة مكسيكو في المكسيك. لعب مع نادي أتلانتي ونادي أمريكا ونادي بويبلا ونادي نيكاكسا.

## وصلات خارجية
- ماركو كابيتيلو على موقع إي إس بي إن إف سي (الإنجليزية)
- ماركو كابيتيلو على موقع قاعدة بيانات كرة القدم.إي يو (الإنجليزية)
- ماركو كابيتيلو على موقع عالم كرة القدم.نت (الإنجليزية)